# NGC 6560
 NGC 6560  هي مجرة حلزونية تقع في كوكبة الجاثي (كوكبة). اكتشفها لويس سويفت في 22 أكتوبر 1886.

## وصلات خارجية
- NGC 6560 على موقع ويكي سكاي: DSS2, SDSS, GALEX, IRAS, Hydrogen α, X-Ray, Astrophoto, Sky Map, Articles and images